# Ях'я II (емір Малаги)
Ях'я II аль-Каїм (араб. يحيى القائم بأمر الله; д/н — 1040) — 3-й емір Малазької тайфи в 1039—1040 роках.

## Життєпис
Походив з династії Хаммудидів. Син Ідріса I, еміра Малазької тайфи. 1039 року за підтримки візира Ібн Бокнаха став новим правителем тайфи. Свого стриєчного брата Гасана призначив валі (намісником) Сеути і Танжера.
Втім 1040 року Гасан за підтримки частини знаті на чолі з Ная аль-Саклабі повстав, перетнув протоку й взяв в облогу Малагу. Невдовзі Ях'я II мусив здатися й зректися влади. Але вже того ж року колишнього еміра отруїли з наказу Гасана.